# 梅利莎·梁
梅利莎·梁（Melissa Leong，1982年—）是澳大利亚电视主持人、自由美食作家、电台广播员、评论家、食谱编辑和市場營銷人員。 2020年11月，梅利莎·梁被《Who》杂志评为2020年最性感的人。